# Carlos Amarilla
Carlos Amarilla (Asunción, 1970. október 26. –) paraguayi nemzetközi labdarúgó-játékvezető.. Teljes neve: Carlos Arecio Amarilla Demarqui. Egyéb foglalkozása villamosmérnök.

## Pályafutása

### Nemzeti játékvezetés
1996-ban lett az I. Liga játékvezetője.

### Nemzetközi játékvezetés
A Paraguayi labdarúgó-szövetség Játékvezető Bizottságának (JB) felterjesztésére 1997-ben lett, a Nemzetközi Labdarúgó-szövetség (FIFA) nemzetközi játékvezetőinek tagja. Az első nemzetközi válogatott mérkőzése 1997-ben, az Uruguay–Ecuador csapatainak találkozója volt. Vezetett különféle ifjúsági és felnőtt labdarúgó tornákon, csoportmérkőzéseket, elődöntőket, döntőket. A paraguayi nemzetközi játékvezetők rangsorában, a világbajnokság sorrendjében az 1. helyet foglalja el 9 találkozó szolgálatával. Amarilla Nicolas Leoz CONMEBOL elnök személyes barátja.

#### Világbajnokság

##### U20-as labdarúgó-világbajnokság
Argentína rendezte a 13., a 2001-es ifjúsági labdarúgó-világbajnokságot, ahol a FIFA JB bírói szolgálattal bízta meg.

###### 2001-es ifjúsági labdarúgó-világbajnokság
| Időpont          | Helyszín                           | Mérkőzés típusa        | Mérkőzés                 | Eredmény | Nézők száma |
| ---------------- | ---------------------------------- | ---------------------- | ------------------------ | -------- | ----------- |
| 2001. június 23. | Malvinas Stadion, Mendoza          | selejtező (C. csoport) | Egyesült Államok–Ukrajna | 1 : 1    | 7 000       |
| 2001. június 21. | Newell's Old Boys Stadion, Rosario | selejtező (D. csoport) | Ausztrália–Csehország    | 0 : 3    | 1 200       |

---
A világbajnoki döntőhöz vezető úton Dél-Koreába és Japánba a XVII., a 2002-es labdarúgó-világbajnokságra, Németországban rendezték a XVIII., a 2006-os labdarúgó-világbajnokságra, valamint Dél-Afrikába a XIX., a 2010-es labdarúgó-világbajnokságra a FIFA JB játékvezetőként alkalmazta. Az Ukrajna-Tunézia mérkőzés miatt negatív sajtót kapott, a tunéziai sportvezetők is hevesen reklamáltak. Annak ellenére, hogy ítéletei szabályszerűek voltak, a vesztes csapat és szimpatizánsai a sajtó valamint sportdiplomáciai úton megtámadták. A statisztikai adatok szerint a tunéziai játékosok sokkal több szabálysértést követtek el, mint az ukránok. Sportdiplomáciai döntés alapján befejezte további tevékenységét a tornán. Világbajnokságokon vezetett mérkőzéseinek száma: 3.

##### 2002-es labdarúgó-világbajnokság

###### Selejtező mérkőzés
| Időpont           | Helyszín                                | Mérkőzés típusa   | Mérkőzés          | Eredmény | Nézők száma |
| ----------------- | --------------------------------------- | ----------------- | ----------------- | -------- | ----------- |
| 2000. április 26. | José Pachencho Romer Stadion, Maracaibo | dél-amerikai zóna | Venezuela–Belgium | 0 : 4    | 19 355      |
| 2000. november 15 | Nemzeti Stadion, Santiago               | dél-amerikai zóna | Chile–Argentína   | 0 : 2    | 56 529      |

##### 2006-os labdarúgó-világbajnokság
Állandó asszisztensei Amelio Andino valamint Manuel Bernal voltak.

###### Világbajnoki mérkőzés
| Időpont          | Helyszín                       | Mérkőzés típusa              | Mérkőzés        | Eredmény | Nézők száma |
| ---------------- | ------------------------------ | ---------------------------- | --------------- | -------- | ----------- |
| 2006. június 12. | Schalke Stadion, Gelsenkirchen | csoportmérkőzés (E. csoport) | USA–Csehország  | 0 : 3    | 52 000      |
| 2006. június 19. | Westfalenstadion, Dortmund     | csoportmérkőzés (G. csoport) | Svájc–Togo      | 0 : 3    | 65 000      |
| 2006. június 23. | Olimpiai Stadion, Berlin       | csoportmérkőzés (H. csoport) | Ukrajna–Tunézia | 1 : 0    | 72 000      |

##### 2010-es labdarúgó-világbajnokság
2008. október 24-én a FIFA JB bejelentette, hogy a 2010-es, Dél-Afrikában rendezendő labdarúgó-világbajnokság játékvezetőinek átmeneti listájára került. A FIFA JB 2010. február 5-én kijelölte a (június 11.-július 11.) közötti dél-afrikai világbajnokságon közreműködő harminc játékvezetőt, akik Kassai Viktor és 28 társa között ott lehettek a világtornán. Az érintettek március 2-6. között a Kanári-szigeteken vesznek részt szemináriumon, ezt megelőzően február 26-án Zürichben orvosi vizsgálaton kell megjelenniük. 2010. május 27-én a FIFA JB két játékvezetői hármast kivett a keretből, mert az erőnléti felméréseken nem volt megfelelő a teljesítményük, ebből az egyik Amarilla, illetve két asszisztense, Ruiz Emigdio és Nicolas Yegros voltak.

###### Selejtező mérkőzés
| Időpont             | Helyszín                        | Mérkőzés típusa   | Mérkőzés          | Eredmény | Nézők száma |
| ------------------- | ------------------------------- | ----------------- | ----------------- | -------- | ----------- |
| 2007. október 14.   | Nemesio Camacho Stadion, Bogotá | dél-amerikai zóna | Kolumbia–Brazília | 0 : 0    | 41 000      |
| 2008. szeptember 10 | Monumental Stadion, Lima        | dél-amerikai zóna | Peru–Argentína    | 1 : 1    | 40 000      |
| 2009. március 29.   | Monumental Stadion, Lima        | dél-amerikai zóna | Peru–Chile        | 1 : 3    | 48 700      |
| 2009. október 14.   | Központi Stadion, Montevideo    | dél-amerikai zóna | Uruguay–Argentína | 0 : 1    | 60 000      |

--

##### U17-es labdarúgó-világbajnokság
Nigéria rendezte a 13., a 2009-es U17-es labdarúgó-világbajnokságot, ahol a FIFA JB játékvezetői szolgálattal bízta meg.

###### 2009-es U17-es labdarúgó-világbajnokság
| Időpont           | Helyszín                      | Mérkőzés típusa              | Mérkőzés                     | Eredmény | Nézők száma |
| ----------------- | ----------------------------- | ---------------------------- | ---------------------------- | -------- | ----------- |
| 2009. október 25. | Nnamdi Azikiwe Stadion, Enugu | csoportmérkőzés (D. csoport) | Törökország–Burkina Faso     | 1 : 0    | 12 350      |
| 2009. október 30. | Központi Stadion, Abuja       | csoportmérkőzés (A. csoport) | Németország–Honduras         | 3 : 1    | 3 090       |
| 2009. november 4. | Ahmadou Bello Stadion, Kaduna | egyenes kiesés               | Olaszország–Egyesült Államok | 2 : 1    | 11 301      |

#### Konföderációs Kupa
A kupa-döntőhöz vezető úton Franciaország a 6., a 2003-as konföderációs kupa, Németország a 7., a 2005-ös konföderációs kupa tornán a FIFA JB bíróként foglalkoztatta.

##### 2003-as konföderációs kupa
| Időpont          | Helyszín               | Mérkőzés típusa              | Mérkőzés            | Eredmény | Nézők száma |
| ---------------- | ---------------------- | ---------------------------- | ------------------- | -------- | ----------- |
| 2003. június 21. | France Stadion, Párizs | csoportmérkőzés (B. csoport) | Kamerun–Törökország | 1 : 0    | 43 743      |

##### 2005-ös konföderációs kupa
| Időpont          | Helyszín                       | Mérkőzés típusa              | Mérkőzés               | Eredmény | Nézők száma |
| ---------------- | ------------------------------ | ---------------------------- | ---------------------- | -------- | ----------- |
| 2005. június 15. | Waldstadion, Frankfurt         | csoportmérkőzés (A. csoport) | Németország–Ausztrália | 4 – 3    | 46 466      |
| 2005. június 22. | Waldstadion, Frankfurt am Main | csoportmérkőzés (B. csoport) | Görögország–Mexikó     | 0 – 0    | 31 285      |

#### Amerika-kupa
Peru 41., a 2004-es Copa América, Venezuela a 42., 2007-es Copa América tornát rendezte, ahol a CONMEBOL JB bírói szolgálattal bízta meg. Szakmai felkészültségére jellemző, hogy az egymás után következő tornán irányíthatta a döntő összecsapást.

##### 2004-es Copa América

###### Copa América mérkőzés
| Időpont          | Helyszín                        | Mérkőzés típusa              | Mérkőzés           | Eredmény | Nézők száma |
| ---------------- | ------------------------------- | ---------------------------- | ------------------ | -------- | ----------- |
| 2004. július 7.  | Elias Aguirre Stadion, Chiclayo | csoportmérkőzés (B. csoport) | Argentína–Ecuador  | 6 : 1    | 24 000      |
| 2004. július 17. | Elias Aguirre Stadion, Chiclayo | egyik negyeddöntő            | Peru–Argentína     | 0 : 1    | 25 000      |
| 2004. július 25. | Nemzeti Stadion, Lima           | döntő                        | Argentína–Brazília | 2 : 2    | 43 000      |

##### 2007-es Copa América

###### Copa América mérkőzés
| Időpont          | Helyszín                                    | Mérkőzés típusa              | Mérkőzés           | Eredmény | Nézők száma |
| ---------------- | ------------------------------------------- | ---------------------------- | ------------------ | -------- | ----------- |
| 2007. június 26. | Metropolitano Stadion, Mérida               | csoportmérkőzés (A. csoport) | Uruguay–Peru       | 0 : 3    | 23 000      |
| 2007. július 4.  | Olímpico Luis Ramos Stadion, Puerto la Cruz | csoportmérkőzés (B. csoport) | Mexikó–Chile       | 0 : 0    | 38 000      |
| 2007. július 15. | José Pachencho Romero Stadion, Maracaibo    | döntő                        | Brazília–Argentína | 3 : 0    | 40 000      |

##### Nemzetközi kupamérkőzések
Vezetett Kupa-döntők száma: 2.

###### Recopa Dél-Amerika
| Időpont             | Helyszín                                 | Mérkőzés típusa | Mérkőzés                  | Eredmény | Nézők száma |
| ------------------- | ---------------------------------------- | --------------- | ------------------------- | -------- | ----------- |
| 2006. szeptember 7. | Alberto J. Armando Stadion, Buenos Aires | döntő           | CA Boca Juniors–São Paulo | 2 : 1    | 35 426      |

###### Dél-amerikai Kupa
| Időpont            | Helyszín                             | Mérkőzés típusa | Mérkőzés                  | Eredmény |
| ------------------ | ------------------------------------ | --------------- | ------------------------- | -------- |
| 2008. november 26. | Ciudad de La Plata Stadion, La Plata | döntő           | Estudiantes–Internacional | 0 : 1    |

## Szakmai sikerek
Az IFFHS (International Federation of Football History & Statistics) 1987-2011 évadokról tartott nemzetközi szavazásán 151, játékvezető besorolásával minden idők 47, legjobb bírójának rangsorolta, holtversenyben Tullio Lanese társaságában. A 2008-as szavazáshoz képest 21 pozíciót előbbre lépett.